# 比利时国旗
比利时国旗（荷蘭語：Vlag van België）是由黑、黄、红三条竖条组成的三色旗；三條垂直的设计取自法国国旗，而它的颜色则是取自布拉班特公爵（Brabant）徽章的颜色。掛起時，黑色必須靠在旗桿一側。
正式的國旗比例是罕有的13:15，這種配置很少見。相反地，在大多數場合上使用的是常見的2:3或相近比例的國旗，連大多數政府機關與行政機構也是使用這種國旗 。
顔色意为紋章，為黑色盾牌和紅色爪子和舌頭的黃色獅子。
这面旗帜在1831年1月23日被正式采纳为比利时国旗，它最早源自独立战争时期比利时人抗击荷兰统治时所使用的战旗。

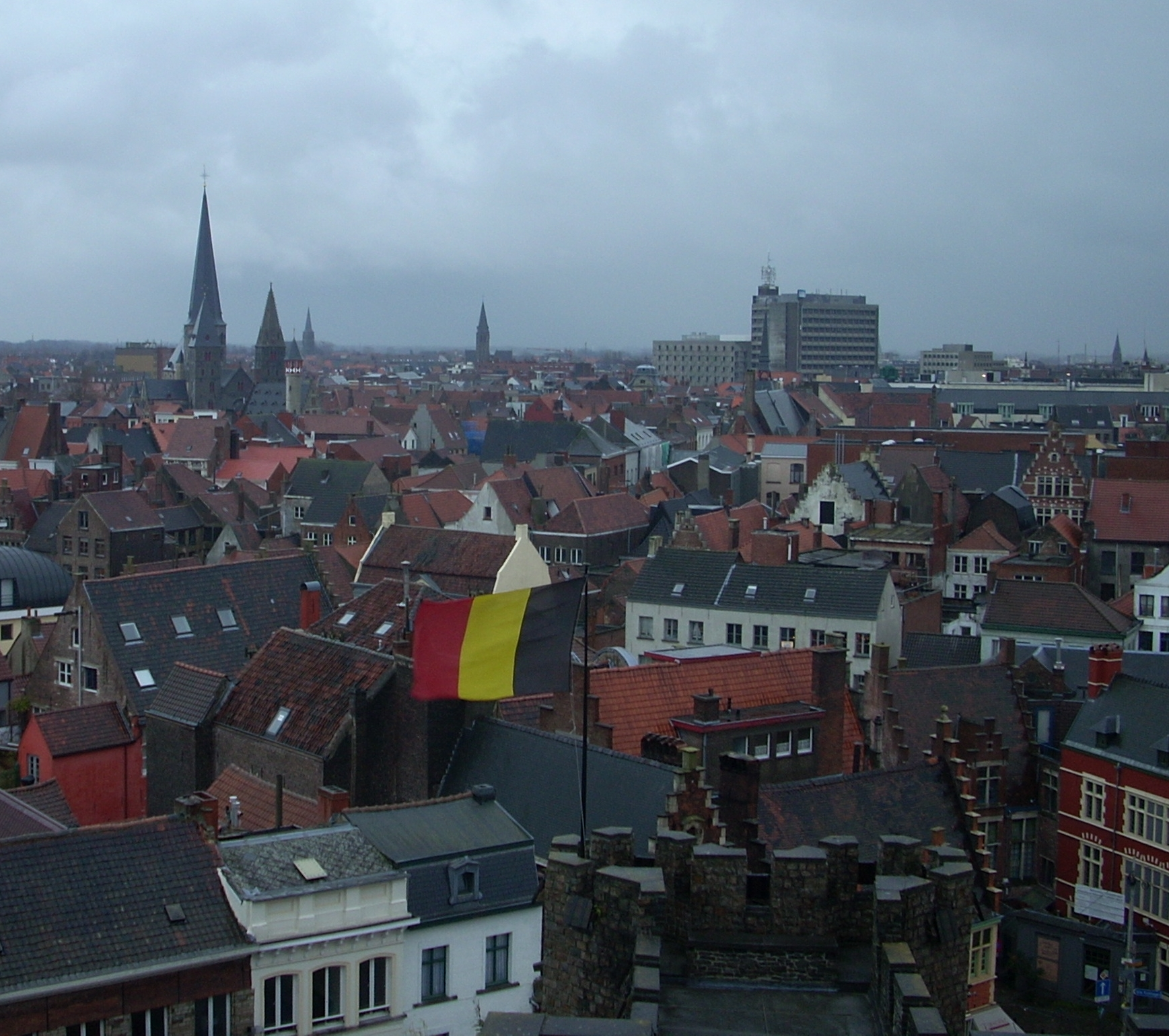
飘扬的比利时国旗

### 比利時歷史旗幟

西屬尼德蘭旗幟
奧屬尼德蘭旗幟
奧屬尼德蘭旗幟
比利時合眾國國旗，又稱之為比利時聯合省
尼德蘭聯合王國國旗
法國占領時代的國旗
比利時革命革命旗（1830）
比荷盧旗幟

## 歷史上的國旗
在查理大帝死後，現今的比利時領土（除佛蘭德伯國之外）變成洛塔林吉亞王國的一部分，其國旗是由水平的兩條紅色中間夾白色組成。這片領土後來傳到西班牙手中，在神聖羅馬帝國的查理五世加冕之後，國旗上加入了西班牙的黃色與紅色。從十六世紀一直到十八世紀末，比利時的顏色一直維持紅色、白色與黃色。有時，國旗的白色部分會有紅色的勃根地十字旗。
在奧地利統治期間，曾嘗試過若干種不同的國旗，直到奧地利皇帝強制使用為止。布魯塞爾反對這項措施，並跟隨法國的例子，紅黃黑的帽章開始出現，這些是布拉班特公國的顏色。這些顏色於是對應到哀諾國、林堡公國與盧森堡省的紅色獅子，布拉班特公國的黃色獅子，以及佛蘭德伯國與那慕爾省的黑色獅子。

## 目前國旗的獨立與採用
1830年8月26日，皇家鑄幣局劇院暴動的隔天，比利時革命開始，布魯塞爾市政廳掛上法國國旗。貿然替換掉附近紡織店縫製的紅黃黑水平三色旗，與布拉班特革命使用的旗幟相似。結果，比利時憲法第193條規定比利時國旗的顏色是「紅色、黃色與黑色」，順序與上述的正式國旗不同。
1831年1月23日，國旗的條紋從水平改成垂直，10月12日國旗來到了現今的樣式，黑色位於旗桿側。

## 設計與規範
- 比利時協議的官方指南說明國旗高2.6公尺、寬3公尺[2]，因此比例是13:15。每一條條紋佔旗幟的三分之一寬。

| 顏色標準     | 黑        | 黃         | 紅        |
| ------------ | --------- | ---------- | --------- |
| Pantone      | Black     | 115        | 32        |
| 網頁顏色標準 | #000000   | #FFE936    | #FF0F21   |
| RGB          | 0-0-0     | 255-233-54 | 255-15-33 |
| CMYK         | 0-0-0-100 | 0-8.5-79-0 | 0-94-87-0 |

## 各種樣式

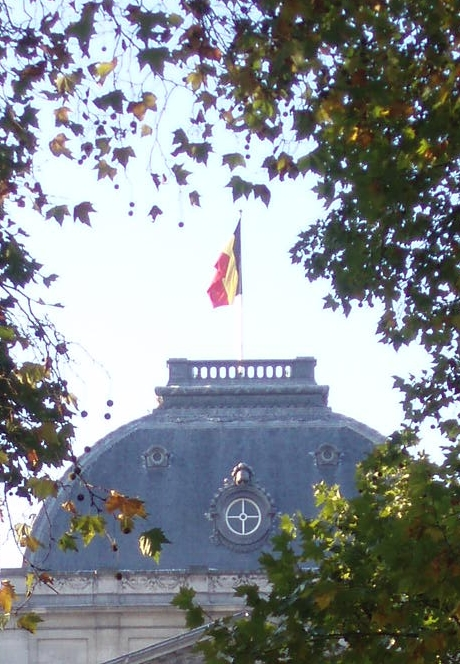
布魯塞爾王宮與拉肯王家城堡上的國旗，顯示國王在比利時或在國外。比例是少見的4:3，使得旗幟的高度超過寬度。
比利時海上用旗、縱橫比1:1

### 國旗與民用旗
國旗的法定比例是罕有的13:15，且很少見。比例相近於2:3的旗幟在大多數場合上被使用，連大多數政府機關與行政機構也是使用這種國旗。罕有的13:15比例可能源自於19世紀外交部的一道指示，根據該指示，正式國旗是2.6公尺高，3公尺寬。
比例2:3的旗幟技術上屬於民用旗，是給在海上行駛的商船使用的旗幟。

### 軍艦旗
比利時的軍艦旗是以白色為底，上有聖安得烈十字呈現的國家代表三色，以及在頂部有黑色皇冠在交叉大砲上，底部是黑色船錨。這面旗幟在1950年被製造出來，就在比利時海軍重新建立的不久之後，在此之前是第二次世界大戰時英國皇家海軍的一部分，並讓人聯想起皇家海軍的白船旗。
比利時也有正式的海上用旗，與國旗相同，不過比例為1:1，為一正方形。

### 皇家旗及皇室宮廷使用的旗幟
比利時皇家旗是現任國王的個人旗，現任國王為菲利普，特色是他的花押字「F」（荷蘭語的「Filip」），以及在四個角落交叉的「P」。此皇家旗與過去君王相差不大。
值得注意的是，在布魯塞爾王宮與拉肯王家城堡上的國旗使用的不是上述任何的比例。其比例是非正規的4:3，使得它高度超過寬度。條紋仍然是垂直，此比例解釋是為了美觀的考量，因為宮殿很大，旗幟因此是從遠低於其高度的地方往上看，由於透視縮短，這會讓旗幟看起來比較正常。
當國王在比利時時，旗幟升起於宮殿上，不一定代表國王在宮殿中。當國王在其他國家進行國事訪問或在比利時境外度假時，旗幟便降下。此規則有些許例外，但一般來說，旗幟的升起與否，可以作為國王是否在境內的一個合理可靠的參考。

## 協議

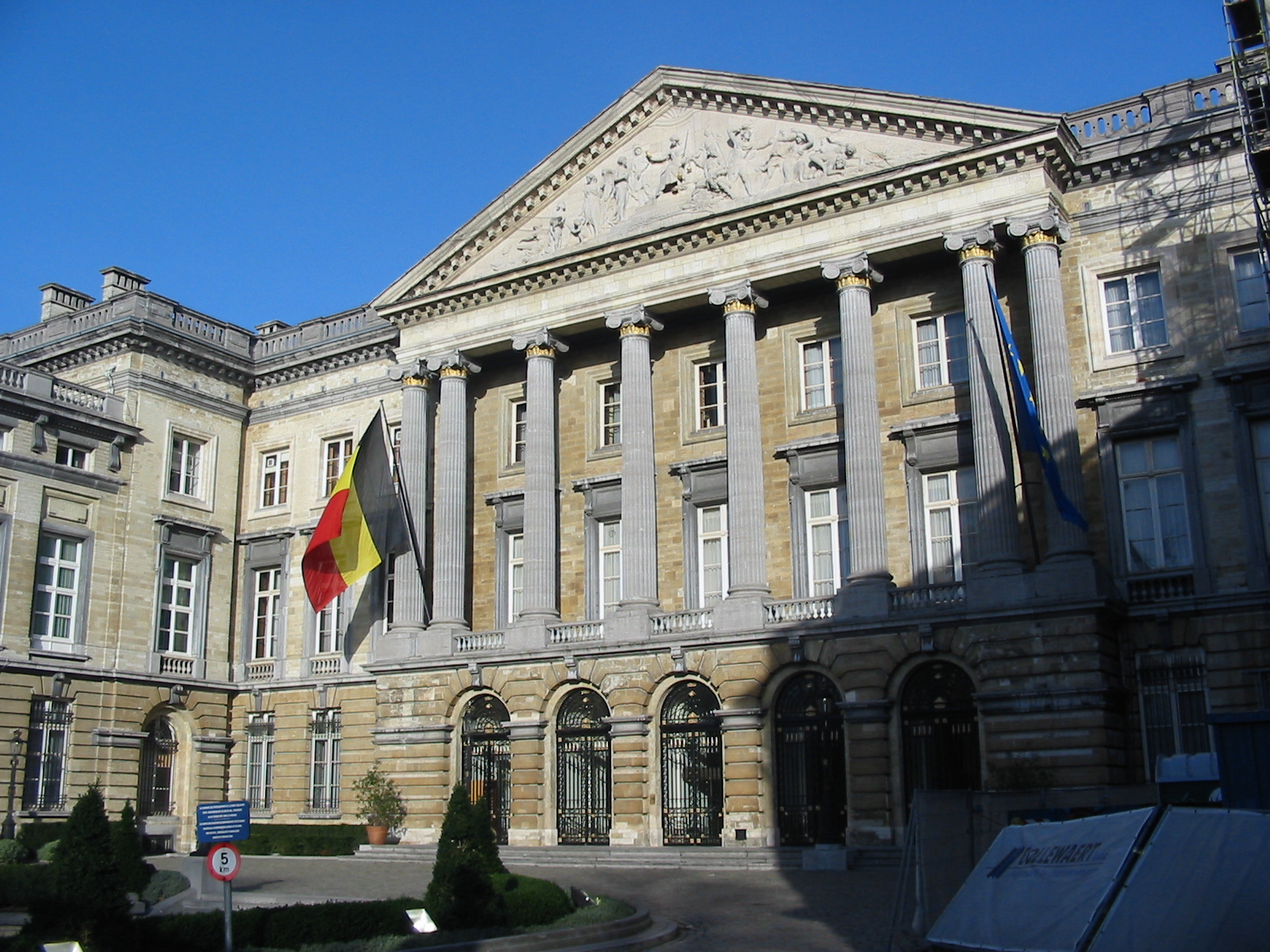
比利時參議院是少數使用正式13:15國旗的建築物

因為比利時是採行聯邦制，比利時國旗與各行政區劃旗幟的位階原則上相同。然而，當旗幟被升起、降落或在遊行中使用時，國旗優先於其他所有旗幟。
優先順序如下：
1. 比利時國旗
2. 各行政區劃之旗幟
3. 歐盟旗幟
4. 比利時各省之旗幟，若多於一面，照當地語言之字母順序
5. 各城市之旗幟

若有國家元首來訪，該國國旗會設在第二優先，其他旗幟下降一階。